# Randy Culpepper
Randy Lechard Culpepper (Memphis, Tennessee; 16 de mayo de 1989) es un jugador de baloncesto estadounidense. Mide 1,83 metros de altura, juega habitualmente en la posición de base. 

## Trayectoria deportiva
Jugador formado en UTEP Miners, tras no ser elegido en el draft de la NBA de 2011, el jugador firma por el Ferro-ZNTU Zaporozhye con el que gana la Copa de Ucrania. Tras unos buenos números firmó con el BC Krasny Oktyabr, en que estuvo en dos temporadas en dos períodos distintos.
En 2015, firma con el CSP Limoges para jugar Euroliga, pero en la primera parte de la temporada abandona el club francés.
En diciembre de 2015, el Besiktas ha llegado a un acuerdo con el base. Los turcos tuvieron que ponerse de acuerdo con el Limoges, donde el norteamericano jugó en este comienzo de campaña. Culpepper tuvo unos promedios de 9.5 puntos y 2.8 rebotes en la PRO-A francesa, y 9.5 puntos y 2.8 rebotes en la Euroliga.
En Besiktas ha dejado muestras evidentes de su talento ofensivo. Un base orientado claramente en primer mirar al aro y, solo como segunda opción, buscar al compañero mejor situado. En BSL ha firmado 12.4 puntos, 2 rebotes y 1.7 asistencias.
En la temporada 2020-21 firma por el Scafati Basket de la Serie A2, en el que solo jugaría dos encuentros ya que el 30 de diciembre de 2020 saldría del conjunto italiano.
Jugó con los City Oilers de Uganda en la Conferencia Nilo de la Basketball Africa League en abril de 2024.